# Гонсалес, Кристофер
Кри́стофер Гонса́лес Кре́спо (исп. Christofer Gonzáles Crespo; род. 12 октября 1992, Лима) — перуанский футболист, полузащитник клуба «Спортинг Кристал» и сборной Перу.
Выступал, в частности, за клубы «Университарио» и «Коло-Коло».

## Клубная карьера
Во взрослом футболе дебютировал в 2012 году выступлениями за клуб «Университарио», в котором провёл три сезона, приняв участие в 84 матчах чемпионата. Большую часть времени, проведённого в составе «Университарио», был основным игроком команды.
Своей игрой привлёк внимание представителей тренерского штаба клуба «Коло-Коло», к составу которого присоединился в 2015 году. Сыграл за команду из Сантьяго следующие четыре сезона своей игровой карьеры.
С 2016 по 2018 год играл в составе клубов «Универсидад Сесар Вальехо», «Спорт Росарио» и «Мельгар» на правах аренды.
В 2019 году присоединился к составу клуба «Спортинг Кристал».

## Выступления за сборную
В 2013 году дебютировал в официальных матчах в составе национальной сборной Перу. В 2019 году попал в заявку национальной сборной для участия в финальной стадии Кубка Америки в Бразилии.

## Титулы и достижения
«Университарио»
- Чемпион Перу: 2013

 «Коло-Коло»
- Чемпион Чили (2): 2015, 2017
- Суперкубок Чили: 2017[англ.]